# Uchodźcy polscy na Łotwie
Uchodźcy polscy na Łotwie – kilkadziesiąt tysięcy obywateli polskich, którzy w czasie II wojny światowej stali się uchodźcami na Łotwie. W tej liczbie największą część stanowiły osoby cywilne, dużą grupę stanowili także żołnierze Wojska Polskiego, funkcjonariusze Policji Państwowej, Straży Granicznej czy innych formacji mundurowych.
Przed II wojną światową II Rzeczpospolita dzieliła z Łotwą 105-kilometrowy odcinek wspólnej granicy. W wyniku działań wojennych w czasie kampanii wrześniowej na terytorium Łotwy znalazło się około dwóch tysięcy uchodźców, dodatkowo uchodźcami stało się ok. 26 tysięcy polskich robotników rolnych, którzy już wcześniej przebywali na Łotwie, głównie jako pracownicy sezonowi. Do 1 lutego 1940 Łotwa na rozmieszczenie i wyżywienie polskich uchodźców cywilnych wydała 330 tysięcy łatów. Jednocześnie na mocy konwencji międzynarodowych Łotwa przejęła na własność samoloty, samochody, konie i inny sprzęt wojskowy o wartości przynajmniej 759 tysięcy łatów.

## Historia
Pierwszymi obywatelami polskimi internowanymi na Łotwie podczas II wojny światowej byli członkowie załogi kutra rybackiego Albatros (Gdy 55) – dziewięciu polskich marynarzy, w tym: dwóch cywilnych właścicieli kutra, komandor porucznik Stanisław Hryniewiecki, a także kapitanowie Wiktor Łomidze i Stanisław Uniechowski oraz porucznicy Stanisław Pohorecki i Jan Koziełkowski. Wieczorem 14 września 1939 kuter zawinął na redę portu w Lipawie, następnego dnia załoga została internowana. Początkowo internowani wojskowi traktowani byli wyjątkowo łagodnie, musieli jedynie słowem honoru zaręczyć, że nie opuszczą wskazanego im miejsca pobytu. Sytuacja zmieniła się po 18 września, gdy okręt podwodny ORP Orzeł uciekł z internowania na redzie portu w Tallinnie, a dyplomacja Związku Radzieckiego wykorzystała ten fakt, by kwestionować neutralność władz państw bałtyckich – oraz naruszać ich suwerenność. Z tego względu 19 września 1939 szef sztabu armii łotewskiej gen. Mārtiņš Hartmanis uznał za konieczne zapewnienie, by ucieczka wojskowych stała się niemożliwa.
Wskutek agresji ZSRR na Polskę już wieczorem 17 września granicę lądową zaczęły przekraczać pierwsze regularne jednostki Wojska Polskiego, głównie żołnierze Batalionu KOP „Łużki”, batalionu ON „Brasław” oraz obsada strażnicy „Dzisna”, ale także rozproszone grupy żołnierzy Obrony Narodowej, obrony przeciwlotniczej, ochotników ze Związku Strzeleckiego, harcerzy i organizacji młodzieżowych, a także policjanci ewakuowani z Brasławia, Dzisny i okolicznych miejscowości.
W kolejnych dwóch dniach na lotniskach łotewskich, głównie w Dyneburgu, znalazły się 83 samoloty polskie, przede wszystkim ewakuowane z Wilna i Lidy maszyny sportowe i ćwiczebne (m.in. 38 RWD-8, 35 PWS-26, trzy Lubliny R.XIII, po dwie sztuki RWD-10 i RWD-17). Na terytorium Łotwy internowano także pojedyncze egzemplarze samolotów PZL P.11a, RWD-21 i Lublin R.XIV. Internowany został również samolot pasażerski Douglas DC-2 Polskich Linii Lotniczych LOT, którym Zygmunt Barciszewski wylądował w Rydze 5 lub 8 września (zależnie od źródeł). W sumie na terytorium Łotwy znalazło się kilkuset polskich lotników, członków ekip naziemnych, a także rodzin lotników, które ewakuowały się wraz z nimi.
Jednocześnie granicę lądową przekraczała duża liczba uchodźców cywilnych. Między 20 a 21 września Armia Czerwona opanowała większość punktów na granicy polsko-łotewskiej, wskutek czego ruch graniczny niemal ustał. Ostatnie z otwartych przejść, stację w Turmoncie, wojska ZSRR zajęły wieczorem 22 września. Od tego czasu już tylko pojedynczym osobom udawało się przekroczyć granicę. Część z nich wojska łotewskie wysyłały z powrotem na stronę okupowaną przez ZSRR, części jednak pozwolono zostać na terenie neutralnej Łotwy.

## Obozy internowania
Zarówno wojskowi, jak i cywilni uchodźcy po przekroczeniu granicy byli rejestrowani przez zemgalską dywizję armii łotewskiej, a następnie odstawiani do nadzorowanych przez nią obozów, głównie na terenie Dyneburga. Stamtąd wojskowych kierowano do niewielkich obozów internowania organizowanych naprędce w różnych częściach kraju, m.in. w pomieszczeniach do kwarantanny portu w Lipawie i kilku innych budynkach w tym mieście (wojskowi) oraz w Siguldzie i Valmierze (cywile). Na terenie poligonów wojskowych urządzono także dwa obozy, każdy dla ok. 400 żołnierzy, w Litene i Lilaste. Z kolei 20 najwyższych rangą oficerów w niewoli łotewskiej, na czele z płk. Edwardem Perkowiczem, umieszczono w obozie specjalnym urządzonym w żołnierskim ośrodku wypoczynkowym „Pipari” w Kiesi, jednak już 6 października przewieziono ich do obozu w Lipawie, ze względu na internowanie w Kiesi także kilku lotników niemieckich. Tego samego dnia zakończyło się rozsyłanie polskich wojskowych z tymczasowego obozu w Dyneburgu do docelowych obozów internowania na terenie całego kraju. Ostatecznie oficerów i podoficerów skierowano w końcu października do utworzonego w Ulbroce obozu oficerskiego. Naczelnikiem wojskowym wszystkich obozów internowania został gen. Hermanis Buks, absolwent warszawskiej Wyższej Szkoły Wojennej.
Dla niepełnoletnich uchodźców zorganizowano w Rydze przytułek, część rozlokowano po dotychczas działających na Łotwie szkołach polskich. Uchodźcom, tak cywilnym, jak i wojskowym, pomoc nieśli członkowie Związku Polaków w Łotwie, którzy do grudnia 1939 zebrali dary o wartości niemal 12 tysięcy łatów; zbiórki organizował też m.in. Łotewski Czerwony Krzyż. Około 15 tysięcy łatów przekazał także rząd Wielkiej Brytanii.
Już w grudniu 1939 rozpoczęła się repatriacja tych spośród internowanych wojskowych, którzy wyrazili chęć na powrót na tereny okupowane przez Niemcy, ogółem ewakuowano 418 żołnierzy Wojska Polskiego, którzy zadeklarowali się jako Niemcy. Podobną ewakuację przeprowadzono między kwietniem a czerwcem w stosunku do tych, którzy wyrazili chęć wyjazdu na terytorium polskie okupowane przez Litwę. Ogółem wyjechało wtedy 367 internowanych, choć zgłosiło się niemal dwukrotnie więcej. Na mocy odrębnej umowy chętnych wysyłano również przez granicę z ZSRR, jednak wyłącznie mieszkańców tzw. Zachodniej Białorusi. Repatriacja w kilkunastoosobowych grupach trwała całą wiosnę 1940, w sumie wyjechało 114 osób, w tym troje cywilów.
Od 11 stycznia 1940 chętnych spośród internowanych, także wojskowych, zaczęto kierować do prac rolnych i leśnych.
Sukcesywne zmniejszanie się liczby osób internowanych spowodowało stopniową likwidację części obozów. 20 marca 1940 zlikwidowano obóz w Litene, a 11 maja obóz w Lilaste. Ostatecznie wszystkich pozostałych jeszcze na Łotwie jeńców wojennych zgrupowano w obozie w Ulbroce.

## Ucieczki
Jeszcze w nocy z 27 na 28 września z tymczasowego obozu w Dyneburgu zbiegł pierwszy polski żołnierz, kapral KOP H. Koronaty. W październiku liczba ucieczek znacznie wzrosła, jednak łotewskiemu wojsku, policji i zmobilizowanym Aizsargom udało się złapać olbrzymią większość spośród kilkudziesięciu żołnierzy, jakim udało się zbiec z obozów internowania. Mimo trudności, próby ucieczek i przedostania się do Francji trwały przez całą zimę i w zasadzie aż do zajęcia Łotwy przez Związek Radziecki. Ich skala jest jednak trudna do oszacowania, a podawana przez Cezarego Chlebowskiego liczba 2500 polskich żołnierzy, którzy mieli przedostać się z Łotwy na zachód, wzbudza poważne wątpliwości późniejszych historyków.